# Sebastián Pinto
Sebastián Andrés Pinto Perurena, mais conhecido como Sebastián Pinto ou Sebá  (Santiago 15 de fevereiro de 1986) é um futebolista chileno que atua como centroavante.

## Carreira
Sebastián é filho de Carlos Pinto, conhecido jornalista e apresentador de TV no Chile. Começou no futebol aos 11 anos, na Universidad Católica. Esteve apenas dois anos no clube, pois insatisfeito com o fato de jogar pouco decidiu abandonar o futebol para se dedicar ao tênis.
Pouco depois de ter completado 17 anos, Víctor Hugo Castañeda, então técnico dos juniores da Universidad de Chile, lhe concedeu a oportunidade de voltar a jogar futebol. Em 2005, foi campeão chileno sub-19 e maior goleador da sua série, acabando por ser promovido à equipe profissional, onde chegou a fazer dupla de ataque com Marcelo Salas. Realizaria sete jogos, pois uma grave lesão o afastou cerca de meio ano dos campos.
Em julho de 2006, de forma a poder jogar com maior regularidade, foi emprestado ao Cobreloa, fazendo cinco gols em vinte jogos, 18 dos quais como suplente. No início de 2007, regressou à Universidad de Chile, somando 10 gols em 27 partidas, sendo uma das maiores revelações do ano do campeonato chileno.
Fez seu único jogo pela seleção chilena em 28 de dezembro de 2006, em amistoso contra a seleção de Aragón.
Em fevereiro de 2008, Sebastián acertou sua ida ao Santos por empréstimo de seis meses., sendo apresentado no dia 12. Estreou em 9 de março, na vitória (3 a 2) contra o Noroeste pelo Campeonato Paulista, na Vila Belmiro.
Em Abril de 2008 rescindiu contrato com o clube por não se adaptar ao futebol brasileiro. Ainda em 2008 passou pela Europa, no AS Nancy da França. Em 2009, acertou contrato com o Godoy Cruz da Argentina. Também jogou no Varese da Itália, O'Higgins do Chile e no  Bursaspor da Turquia.